# SuriPop IX
SuriPop IX was een muziekfestival in Suriname in 1996.
De finale werd gehouden in Paramaribo. Siegfried Gerling won dit jaar de Jules Chin A Foeng-trofee met zijn lied Aku cinta padamu. Het werd gezongen door Clinton Kaersenhout en Haito Doest.

## Finale
In de voorselectie koos de jury twaalf liederen. Deze kwamen in de finale uit en werden op een muziekalbum uitgebracht. Op het album uit 1996 stonden de volgende nummers:
| Nr. | Lied                                                           | Zanger                             | Componist         |
| --- | -------------------------------------------------------------- | ---------------------------------- | ----------------- |
| 1   | Aku cinta padamu                                               | Clinton Kaersenhout en Haito Doest | Siegfried Gerling |
| 2   | Dance                                                          |                                    |                   |
| 3   | Don't you think it's wise                                      |                                    |                   |
| 4   | Mi e mis' yu                                                   |                                    |                   |
| 5   | Na so                                                          | Edridge Zaandam                    | Gerda Tjien Fooh  |
| 6   | Opo fre kon                                                    |                                    |                   |
| 7   | Sranan moksi patu                                              |                                    |                   |
| 8   | Suriname / componist: Gerda Tjien Fooh / vocalist :Trees Ralim |                                    |                   |
| 9   | Taki mi lobi                                                   |                                    |                   |
| 10  | Te neti fadon                                                  |                                    |                   |
| 11  | Temeku                                                         |                                    |                   |
| 12  | Yonguwan bosko                                                 |                                    |                   |

I (1982) · II (1983) · III (1984) · IV (1986) · V (1988) · VI (1990) · VII (1992) · VIII (1994) · IX (1996) · X (1998) · XI (2000) · XII (2002) · XIII (2004) · XIV (2006) · XV (2008) · XVI (2010) · XVII (2012) · XVIII (2014) · XIX (2016) · XX (2018) · XXI (2022) · Kerstsongeditie (2023) · XXII (2024)